# Paul Radu

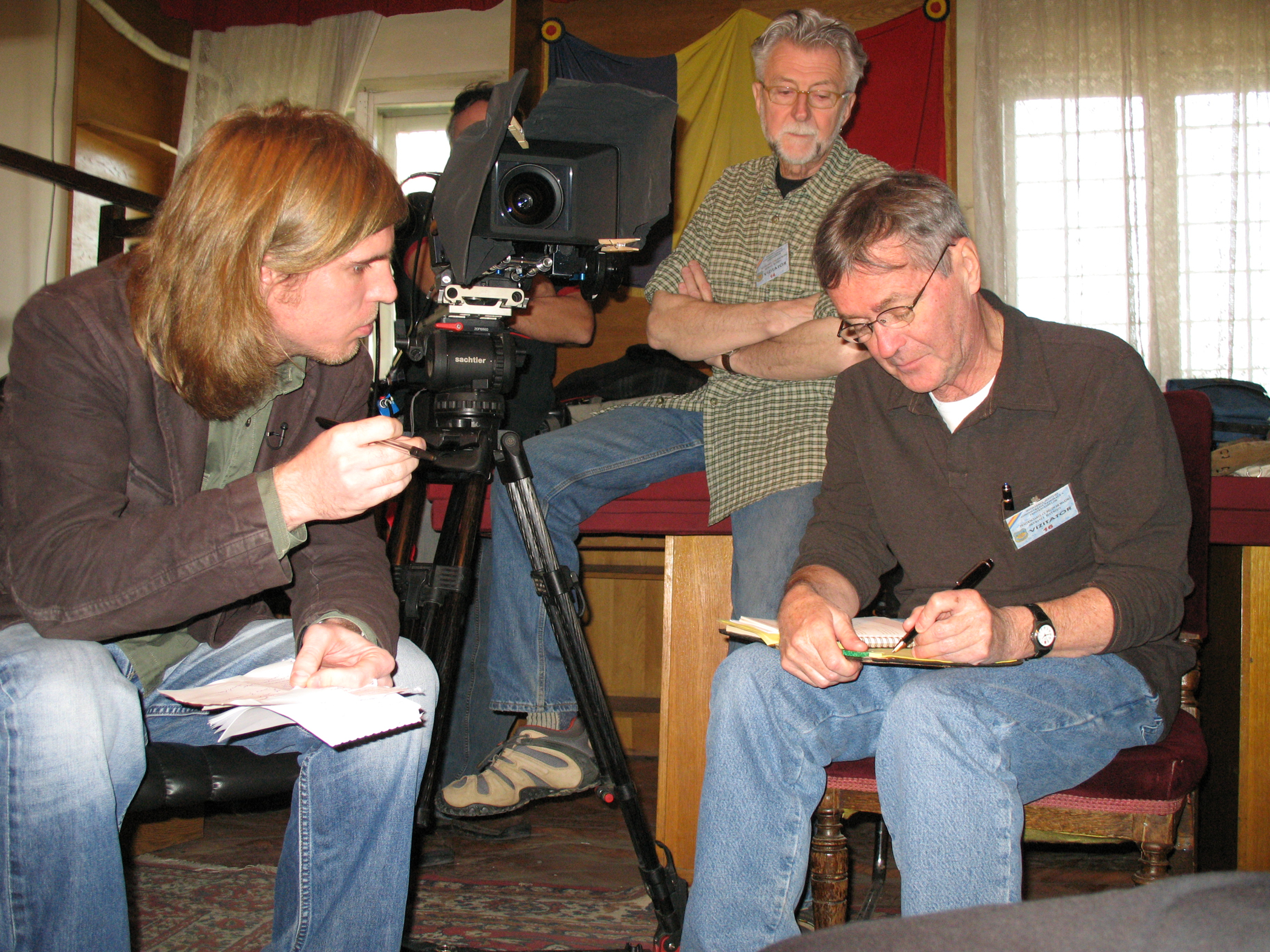
Paul Radu (links) und Robert Bilheimer

Paul Radu (* am 1. Dezember 1975 in Bukarest) ist ein rumänischer Investigativjournalist. Er ist Direktor des Organized Crime and Corruption Reporting Project.

## Leben
Radu wuchs in Deva auf und studierte Journalismus und Englisch an der West-Universität Temeswar. Von 2001 bis 2010 war er Stipendiat der Alfred Friendly Press, der Milena Jesenska Press, des International Center for Journalists (Knight International Journalism Fellowship) und der Stanford University (Knight Journalism Fellowship). Radu arbeitet nach dem Studium in investigativen Abteilungen des Evenimentul Zilei und Jurnalul National. Er recherchierte u. a. zu Korruptionsfällen im Zusammenhang mit Roșia Montană. 2006 gründete Paul Radu zusammen mit Drew Sullivan das OCCRP, ein internationales Netzwerk von Journalisten, das 2015 mit dem Europäischen Pressepreis ausgezeichnet wurde. Im Jahr 2009 war er in der Sendung 48 Hours zu sehen, in der er über Menschenhandel in Rumänien und Bosnien und Herzegowina berichtet. 2008 saß er in der Jury der Central European Initiative. 2012 war er Mitbegründer der investigativen Website Rise Project. Radu initiierte und leitete die Russland-, Aserbaidschan- und Troika-Waschsalon-Ermittlungen und prägte den Begriff Russischer Waschsalon, um groß angelegte, universell einsetzbare Finanzbetrugsvehikel zu definieren, die zur Geldwäsche genutzt werden. 2020 wurde Radu vom aserbaidschanischen Parlamentsabgeordneten Cavanşir Feyziyev wegen Veröffentlichungen zur Kaviar-Diplomatie Aserbaidschans wegen Verleumdung verklagt. 2023 nominierte das Centre for Peace and Conflict Studies (PACS) an der Vrjie Universiteit Amsterdam das Organized Crime and Corruption Reporting Project für den Friedensnobelpreis 2023. Für seine journalistische Tätigkeit wurde Radu mehrfach international ausgezeichnet. Er ist Mitbegründer des rumänischen Zentrums für investigativen Journalismus und lehrt an der Balkan Investigative Reporting Network Summer School of Investigative Reporting. Radu recherchiert über grenzüberschreitende Kriminalität in Osteuropa. Er lebt und arbeitet in Bukarest.

## Auszeichnungen
- Daniel Pearl Award[13]
- Global Shining Light Award[13]
- European Press Prize[13]
- Skoll Award for Social Entrepreneurship[13]
- 2017: Pulitzer-Preis (mit dem Journalistenkollektiv der Panama Papers)[13]

## Mitgliedschaften
Radu ist Vorstandsmitglied des Global Investigative Journalism Network, Mitglied des Internationalen Netzwerkes investigativer Journalisten, Mitglied der Jury der Sigma Data Journalism Awards und Mitglied des Allard Prize for International Integrity Advisory Board.